# 油菜素類固醇

芸薹素内酯，第一個被分離並具有生物活性的油菜素類固醇

油菜素類固醇（Brassinosteroids，BRS）又被稱為芸苔素內酯（brassinolides）或是油菜內酯。以化學結構來說屬於固醇類物質是一類多羥基的類固醇，已被視為第六類植物激素。
芸苔素（brassinolides）一開始的研究集中在十字花科蔬菜，它的命名也是來自於十字花科的屬名（brassica）。
芸苔素內酯在植物體內扮演著促進植體成熟，開花結果，對抗逆境等角色。它會和生長素、細胞分裂素、激勃素等促進生長的賀爾蒙產生加成作用，擴大影響的效應，一般來說在農業上作為增加產量和開花數量的生長調節劑。
在農業上主要有下列的功效：
1. 促進生長、增加產量和果實品質。
2. 提高座果率，提高果實儲放壽命
3. 提高產量，增加果實的千粒重（每一千顆果實的重量，作為計算產量的單位）
4. 增加植物的耐寒和耐旱抗性[3][4]。
5. 增加植物對抗病害的抗性[3][4]。
6. 在組織培養中作為分化誘導劑使用。
7. 減少殺菌劑、殺蟲劑等藥劑的藥害[5]。
8. 提高種子活性和發芽率。
9. 提高果實運輸和儲運壽命。
10. 和其他農藥使用可以提高藥效[5]。

## 外部連結
- Brassinosteroid page （页面存档备份，存于）（英文）